# Robby Lind

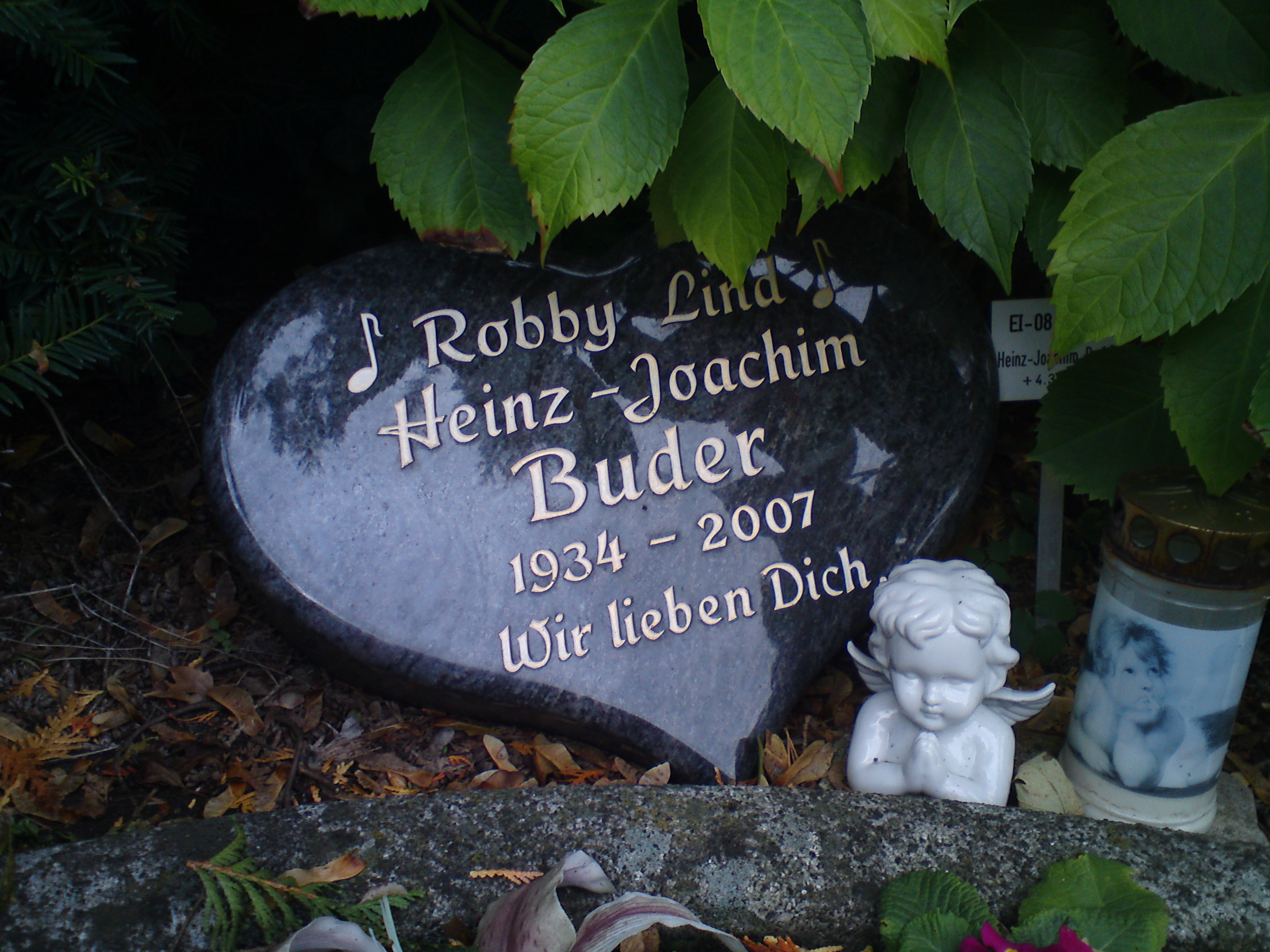
Grabstein von Robby Lind

Robby Lind (* 11. Februar 1934 in Berlin; † 4. März 2007 ebenda; richtiger Name Heinz-Joachim Nartschick) war ein deutscher Schlagersänger.
Robby Lind, geboren als Heinz-Joachim Nartschick, war gelernter Forstarbeiter und Gastronom. Er hatte seine ersten Erfolge als Sänger zu Anfang der 1960er-Jahre in der Talente- und Volkskunstbewegung. 1965 erschien seine erste AMIGA-Schallplatte mit den Titeln Gitta-Gittarina (Hugo/Schneider) und Was nicht ist, kann noch werden (Kähne/Osten). Man schrieb ihm vor allem Lieder im sonoren Genre.
In den Rundfunk-Charts belegte er oft monatelang vordere Plätze und trat auch in TV-Sendungen auf. Es folgte die Rundfunkaufnahme Linda, weine nicht (Petersen/Schneider). Sein wichtigster Titel war 1966 Weil du heut Geburtstag hast (Petersen/Petersen), der eine Art Happy Birthday der DDR und bis in die Gegenwart zu einem der am häufigsten gewünschten und gekauften Songs wurde.
Seit 1973 übte er den Beruf des Sängers hauptberuflich aus. Er tourte mit dem singenden Zwillingspaar Adina und Norina durchs Land. Mit Adina Buder war er verheiratet.
Bestattet ist er in Berlin-Friedrichshagen unter dem Namen Heinz-Joachim Buder.